# Margaret O'Brien
Angela Maxine O'Brien (San Diego, California; 15 de enero de 1937), conocida como Margaret O'Brien, es una actriz estadounidense. Actualmente es de las últimas divas legendarias sobrevivientes de la Época de Oro de Hollywood.

## Carrera
Una de sus actuaciones más memorable fue a los siete años de edad en 1944, cuando representó brillantemente el papel de Tootie en la película de Vincente Minnelli Meet Me in St. Louis (llamada Cita en San Luis en España y La rueda de la fortuna en Hispanoamérica) en donde canta y baila junto a Judy Garland y por la cual ganó un Óscar a la mejor actriz juvenil.
Sus mayores triunfos fueron los papeles que interpretó de niña, que obtuvieron la simpatía del público. Su gracia, su capacidad y su buen temperamento cautivaron a todos los que vieron sus películas.
Filmó pocas películas en edad adulta. En 1981, intervino en el drama El Secreto de Amy, de Vincent McEveety, típíco producto familiar de los estudios Disney.
El estudio de doblaje MGM de Barcelona, le adjudicó como dobladora oficial a María Dolores Gispert, encargada por aquellos años de realizar las voces de niños y niñas.

## Vida personal
Se ha casado dos veces. Primeramente en 1959 con Harold Allen Jr. y posteriormente, en 1968 se casó con Roy Thorsen. Con este último mencionado, en 1977 tuvo a su única hija, Mara Tolene Thorsen.

## Filmografía
| Año       | Película                           | Personaje                           |
| --------- | ---------------------------------- | ----------------------------------- |
| 1941      | Babes on Broadway                  | Maxine, niña en audición            |
| 1942      | Journey for Margaret               | Margaret White                      |
| 1943      | You, John Jones!                   | Hija de John Jones                  |
| 1943      | Dr. Gillespie's Criminal Case      | Margaret                            |
| 1943      | Thousands Cheer                    | Clienta en el número de Red Skelton |
| 1943      | Madame Curie                       | Irene Curie (a los 5 años de edad)  |
| 1943      | Lost Angel                         | Alpha                               |
| 1944      | Jane Eyre                          | Adela Varens                        |
| 1944      | The Canterville Ghost              | Lady Jessica de Canterville         |
| 1944      | Meet Me in St. Louis               | Tootie Smith                        |
| 1944      | Music for Millions                 | Mike                                |
| 1945      | Our Vines Have Tender Grapes       | Selma Jacobson                      |
| 1946      | Bad Bascomb                        | Emmy                                |
| 1946      | Three Wise Fools                   | Sheila O'Monahan                    |
| 1947      | The Unfinished Dance               | Margaret Meg Merlin                 |
| 1948      | Big City                           | Midge                               |
| 1948      | Tenth Avenue Angel                 | Flavia Mills                        |
| 1949      | Mujercitas                         | Elizabeth «Beth» March              |
| 1949      | El jardín secreto                  | Mary Lennox                         |
| 1951      | Her First Romance                  | Betty Foster                        |
| 1952      | Futari no hitomi                   | Katherine McDermott                 |
| 1956      | Glory                              | Clarabell Tilbee                    |
| 1960      | Heller in Pink Tights              | Della Southby                       |
| 1965      | Agente S3S operazione Uranio       |                                     |
| 1974      | Annabelle Lee / Diabolique Wedding |                                     |
| 1974      | That's Entertainment!              | Ella misma                          |
| 1981      | Amy                                | Hazel Johnson                       |
| 1996      | Sunset After Dark                  | Ella misma                          |
| 1998      | Creaturealm: From the Dead         | Ella misma)                         |
| 2000      | Child Stars: Their Story           | Ella misma                          |
| 2002      | Dead Season                        | Señora amistosa                     |
| 2004      | The Mystery of Natalie Wood        | Ella misma                          |
| 2005      | Boxes                              | Ella misma                          |
| 2006      | Store                              | Ella misma                          |
| 2009      | Dead in Love                       | Cris                                |
| 2009-2011 | Project Lodestar Sagas             | Livia Wells                         |

## Premios
| AÑO  | PREMIO                                                                                             |
| ---- | -------------------------------------------------------------------------------------------------- |
| 1944 | Ganadora del Óscar al Intérprete Juvenil                                                           |
| 1960 | Obsequiada con una Estrella de cine en el Paseo de la Fama de Hollywood. (6606 Hollywood Blvd.)    |
| 1960 | Obsequiada con una Estrella de televisión en el Paseo de la Fama de Hollywood. (1634 Vine Street.) |
| 1990 | Ganadora del Premio Young Artist.                                                                  |